# Tanaka Shinbei
 (janvier 2023).
Si vous disposez d'ouvrages ou d'articles de référence ou si vous connaissez des sites web de qualité traitant du thème abordé ici, merci de compléter l'article en donnant les références utiles à sa vérifiabilité et en les liant à la section « Notes et références ».
Tanaka Shinbei est un nom japonais traditionnel ; le nom de famille (ou le nom d'école), Tanaka, précède donc le prénom (ou le nom d'artiste).
Tanaka Shinbei (田中 新兵衛, 1832-11 juillet 1863) est un des quatre hitokiri du bakumatsu, samouraïs d'élite actifs au Japon durant l'époque du bakumatsu dans les années 1860. Les hitokiri travaillent sous les ordres de Takechi Hanpeita, meneur des « loyalistes de Tosa » qui cherchent à renverser le shogunat Tokugawa et ramener l'empereur du Japon au pouvoir.
Hanpeita ordonne à Shinbei et aux autres hitokiri de chercher « la vengeance du ciel » contre les partisans du shogunat et de l'accès des étrangers au Japon. Originaire du district de Satsuma dans l'actuelle préfecture de Kagoshima, Shinbei vient de la classe paysanne. Après son premier assassinat de haut niveau, il est élevé au statut de samouraï malgré le dédain traditionnel des samouraïs envers les paysans.
Shinbei est impliqué dans l'assassinat en 1860 de Ii Naosuke, chef du conseil de anciens d'Edo ainsi que chef de l'administration au nom du shogunat Tokugawa. Cet assassinat déclenche des années de violence au Japon en particulier dans Kyoto où les assassinats sont devenus monnaie courante. Le Shinsen gumi est formé en 1863 pour supprimer les hitokiri et les « loyalistes de Tosa » et rétablir la loi et l'ordre.
L'épée de Shinbei se trouve sur les lieux de l'assassinat d'un haut fonctionnaire du clan Anenokōji. Il est emmené pour interrogatoire à Kyoto et demande à voir l'épée. Il commet le seppuku quand celle-ci lui est tendue.

## Source de la traduction
- (en) Cet article est partiellement ou en totalité issu de l’article de Wikipédia en anglais intitulé « Tanaka Shinbei » (voir la liste des auteurs).